# 유주얼 서스펙트
《유주얼 서스펙트》(The Usual Suspects)는 1995년 미국에서 제작된 범죄 미스터리 스릴러 영화이다. 브라이언 싱어 감독의 작품이며, 크리스토퍼 매쿼리가 각본을 썼다. 미국 아카데미 각본상과 남우 조연상을 수상했으며, 반전 영화 매니아들 사이에서 반전 영화의 조상 격이 되는 수작 가운데 하나로 손꼽힌다.

## 줄거리
미국 로스앤젤레스 내의 샌 페드로 항구에서 대규모 범죄 유혈 사태가 발생한다. 이 사건에서 유일하게 살아남은 용의자 버벌(떠벌이) 킨트는 수사 당국에 체포되고, 연방 수사관 데이브 쿠얀은 그를 집중적으로 취조하기 시작한다. 절름발이로서 몸이 불편했던 버벌은 사건의 처음부터 끝까지 자세하게 진술을 하는데, 그의 말에 따르면 결국 사건의 실마리를 모두 쥐고 있는 사람은 카이저 소제라는 정체 불명의 인물이라는 것이다. 카이저 소제는 거대 지하 조직의 두목이라고 하였다.

## 출연진
- 게이브리얼 번 - 딘 키튼
- 케빈 스페이시 - 로저 "버벌" 킨트
- 스티븐 볼드윈 - 마이클 맥매너스
- 베니시오 델 토로 - 프레드 펜스터
- 케빈 폴락 - 토드 호크니
- 채즈 팰민테리 - 데이브 쿠얀 수사관
- 피트 포슬스웨이트 - 코바야시
- 수지 에이미스 - 이디 피너런
- 잔카를로 에스포시토 - 잭 베어
- 피터 그린 - 레드풋
- 댄 헤다야 - 제프 레이빈 경사

## MBC 성우진
- 박일 - 딘 키튼(개브리엘 번)
- 박지훈 - 로저 "버벌" 킨트(케빈 스페이시)
- 안지환 - 마이클 맥매너스(스티븐 볼드윈)
- 황윤걸 - 호트니(케빈 폴락)
- 한규희 - 코바야시(피트 포스틀스웨이트)
- 이윤연
- 박태호
- 최원형
- 안장혁
- 변종필
- 이철용
- 한수림
- 최수진
- 이상범

## 특징 및 영향

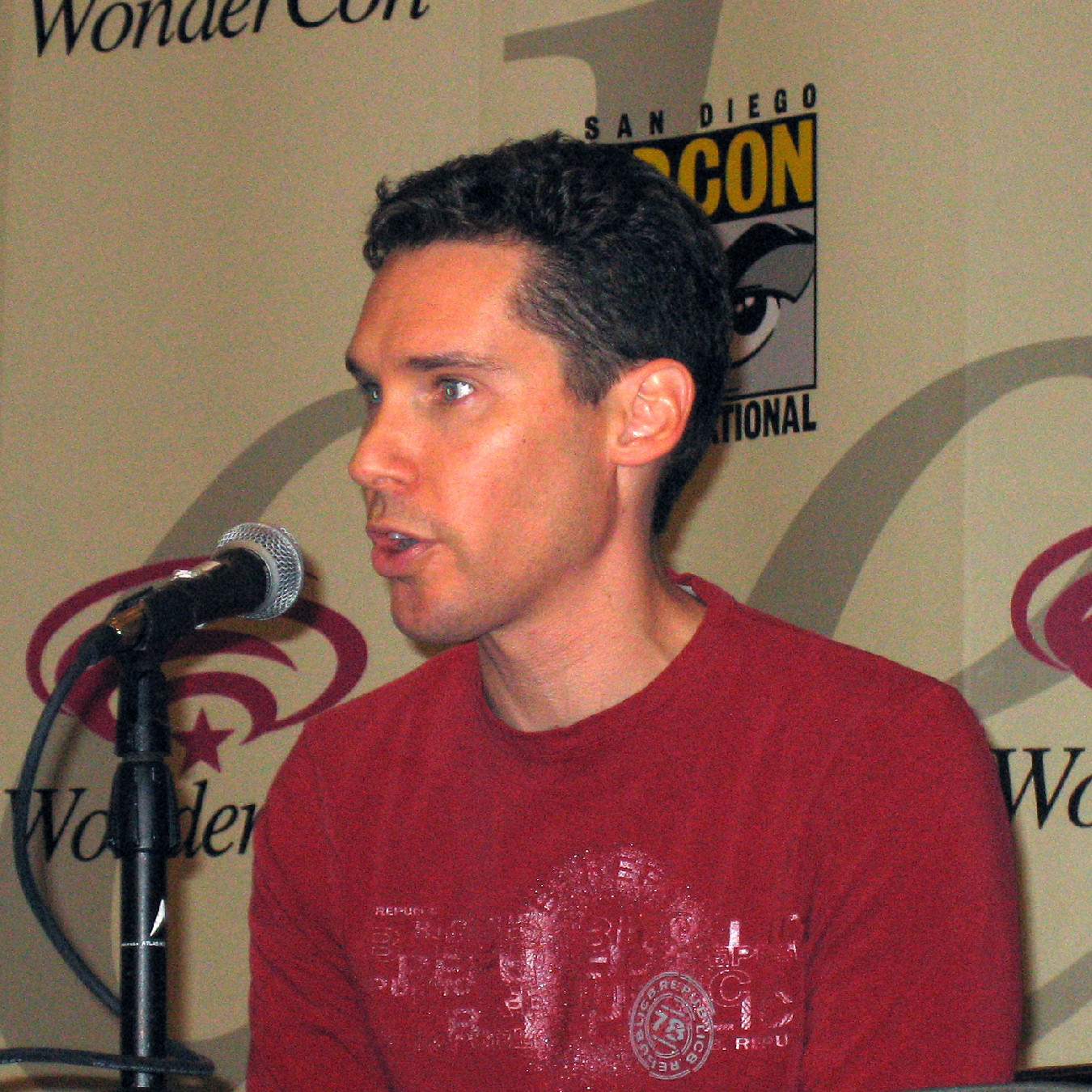
브라이언 싱어 감독.

당시의 할리우드 스타 배우 한 명 없이 젊은 영화인들, 브라이언 싱어와 크리스토퍼 매쿼리, 존 오트먼 등이 힘을 합쳐 만든 저예산 영화로서, 기대 이상의 호평과 입소문에 의한 높은 흥행 성적을 거둠으로써, 1990년대를 대표하는 영화 중 하나로 거론된다. 젊은 패기가 엿보인 그들의 과감한 실험성과 결코 뒤쳐지지 않는 작품 완성도에 평단과 대중, 양쪽 모두 감탄하고 인정한 영화라 할 수 있다.
플롯은 매우 복잡하고 입체적으로 구성되어 있다. 비선형 구조이면서 겹겹이 사용되는 거짓 플래시백들이 사건의 진실을 더욱 미궁으로 빠지게 만든다. 이와 같은 서술 방식은 구로사와 아키라 감독의 《라쇼몽》(羅生門)에서 발전되었다. 사건 당사자가 직접 진술을 하나 그 내용이 참인지 거짓인지 확실히 알기에는 한계가 있고, 감독과 각본가는 이를 통하여 얼마든지 관객을 속일 수 있는 자리에 있던 셈이다.
1980년대부터 연극 무대를 통해 경력을 쌓은, 연기파 배우로 알려져 있었던 케빈 스페이시는 이 영화를 통해 일약 할리우드 영화계의 스타급 배우로 올라섰으며, 각종 시상식에서 남우 조연상을 거의 다 휩쓸었다.
이 영화의 전매 특허는 충격적인 반전을 보여 주는 엔딩 장면이라 할 수 있는데, 이에 대한 반응이 워낙 뛰어났기에 이후 만들어지는 수많은 영화들이 이 영화의 반전 장치를 차용하고, 패러디하였다. "카이저 소제"라는 이름은 세계적인 유행어가 되기도 했다.
한편 이 반전과 관련한 웃지 못할 일화들이 사회적으로 이슈화되었는데, 이른바 "스포일러 경보령"이었다. 먼저 이 영화를 본 일부 극성 관객들이 장난으로 영화의 결말을 여기저기 뿌리고 다님으로써 이 영화를 보려고 했던 많은 사람들이 간접적으로 피해를 보는 사례가 줄을 이었다. 이러한 일이 있은 뒤로 대중들이 스포일러라는 개념에 대해 큰 관심을 갖게 되었으며, 영화 애호가들 사이에선 자성의 목소리가 커졌다. 개봉 대기 중이던 영화의 관계자들 또한 무분별한 스포일러 유포에 대응할 준비를 하기도 했다. 이처럼 강력한 문화적 파급력은 어느 한 나라에만 국한된 것이 아닌, 전 세계로 퍼져 나갔다.
영화 제목 "유주얼 서스펙트"는 경찰이 사용하는 용어로서 사건이 터지면 가장 먼저 용의자 명단에 올라가는 사람을 가리킨다. 일종의 상습범이란 의미를 담고 있다.

## 수상 내역

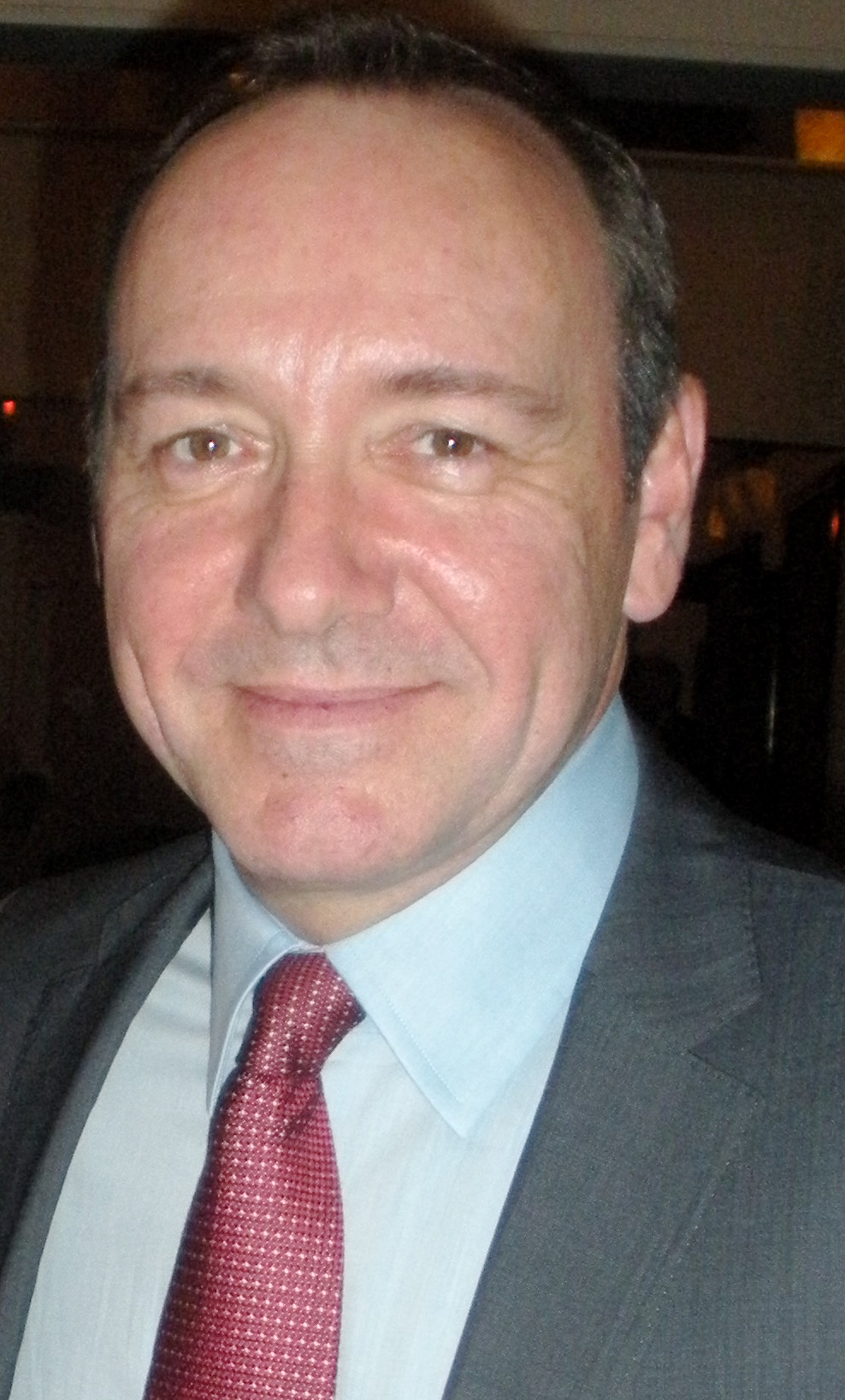
로저 '버벌' 킨트 역을 맡아 연기한 케빈 스페이시.

| 연도 | 주최국 | 주관                              | 수상 부문                        | 주석          |
| ---- | ------ | --------------------------------- | -------------------------------- | ------------- |
| 1996 | 미국   | 아카데미상                        | 각본상 & 남우 조연상             | [ 22 ]        |
| 1995 | 미국   | 뉴욕 비평가 협회 상 (NYFCC Award) | 남우 조연상                      | [ 23 ]        |
| 1995 | 미국   | 전미 비평가 위원회 상 (NBR Award) | 남우 조연상 & 연기 앙상블 우수상 | [ 24 ] [ 25 ] |

## 최고의 영화 선정 목록
| 연도 | 주최국 | 주관                                                                           | 선정 내용                                                                      | 순위      | 주석          |
| ---- | ------ | ------------------------------------------------------------------------------ | ------------------------------------------------------------------------------ | --------- | ------------- |
| 2008 | 영국   | 《엠파이어》(Empire)                                                           | 역대 가장 위대한 영화 500선                                                    | 61위      | [ 26 ]        |
| 2008 | 미국   | 미국 영화 연구소 (AFI)                                                         | 역대 가장 위대한 미스터리 영화 10선                                            | 10위      | [ 27 ]        |
| 2006 | 영국   | 《토탈 필름》(Total Film) 독자                                                 | 역대 가장 위대한 영화 100선                                                    | 12위      | [ 28 ]        |
| 2005 | 미국   | IMDb 15주년 기념                                                               | 근래 15년 (1990~2005), 최고의 영화 15선                                        | 4위       | [ 29 ] [ 30 ] |
| 2005 | 영국   | 《토탈 필름》(Total Film) 편집위원                                             | 역대 가장 위대한 영화 100선                                                    | 95위      | [ 31 ]        |
| 2005 | 영국   | 《엠파이어》(Empire)                                                           | 가장 위대한 독립 영화 50선                                                     | 8위       | [ 32 ]        |
| 2003 | 영국   | 《죽기 전에 꼭 봐야 할 영화 1001편》 (1001 Movies You Must See Before You Die) | 《죽기 전에 꼭 봐야 할 영화 1001편》 (1001 Movies You Must See Before You Die) | 순위 없음 | [ 33 ]        |
| 1995 | 미국   | 전미 비평가 위원회 (NBR)                                                       | 올해 최고의 영화 10선                                                          | 순위 없음 | [ 25 ]        |

## 같이 보기
- 하이스트 영화